# Ада Вонґ
Ада Вон (яп. エイダ・ウォン, англ. Ada Wong) — персонаж серії відеоігор у жанрі survival horror Resident Evil (в Японії — Biohazard), яку створила японська компанія Capcom. Ада з'явилася як другорядний персонаж у Resident Evil 2 (1998), а потім стала ігровим персонажем у Resident Evil 4 (2005). Вона — таємнича, неоднозначна шпигунка, яка працює на лиходіїв, але часто рятує головного героя серії Леона С. Кеннеді з небезпечних ситуацій.
Спочатку персонажка була створена як дослідниця на ім'я Лінда, але була доопрацьована за пропозицією Камія Хідекі. Нобору Суґімура перетворив її на шпигунку на ім'я Ада, яка працює над проникненням у корпорацію «Амбрелла» і потрапляє в Раккун-Сіті під час нашестя зомбі.
Ада з'являється в кількох іграх Resident Evil, новелах і фільмах, а також в інших ігрових франшизах, зокрема в Project X Zone, Teppen і Dead by Daylight. Кілька акторів зображували Аду, зокрема Лі Бінбін та Лілі Ґао у серії фільмів «Оселя зла». Видання відеоігор добре сприйняли героїню за вдале втілення архетипу фатальної жінки, але водночас її критикували як продукт чоловічого погляду.